# 마주레크

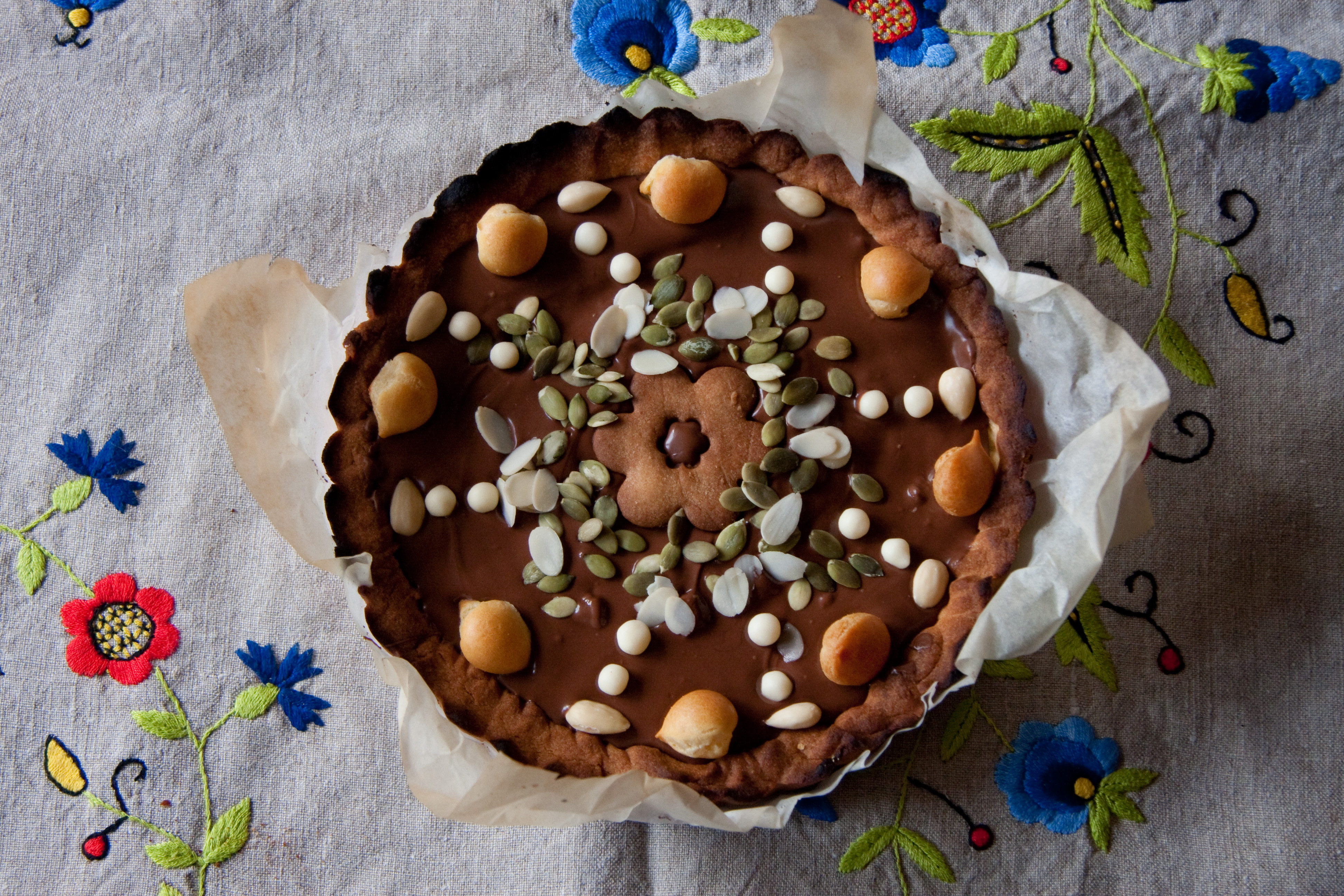

마주레크(Mazurek)는 부활절을 위해 폴란드에서 구운 다양한 케이크이다. 평평한 모양을 가지고 있으며 매우 달콤하다.
폴란드 요리법 교과서에 따르면, 전형적인 마주레크는 한 장 또는 두 장의 짧은 (또는 반 짧은) 페이스트리 또는 한 장의 짧은 (또는 반 짧은) 페이스트리 한 장을 버터 스폰지 케이크로 덮은 케이크이다. 두 장의 시트는 마멀레이드 층으로 함께 고정된다. 한 장 버전의 경우 마멀레이드를 건너 뛰거나 위에 착빙 층 아래에 놓는다. 마주레크의 상단은 아이싱 (예 : 설탕 아이싱 또는 퍼지 캐러멜 크림) 또는 젤리 층으로 덮여 있다. 또한 너트 기반 아이싱 또는 아몬드 기반 아이싱 및 설탕에 절인 과일로 장식된다. 전통적으로 집에서 구운 마주레크 케이크는 종종 말린 과일과 견과류로 장식된다.
한 장짜리 버전에서 케이크에는 반으로 접은 페이스트리로 만든 테두리가 포함된다. 때때로 쇼트 크러스트 베이스는 하프 쇼트 또는 마카롱 페이스트리로 만든 격자로 장식된다.
다른 버전 중에서 인기있는 요리 책과 요리법 코스북에서 종종 발견되는 것은 "집시 마주레크"(Gypsy mazurek, mazurek cygański)이다. 반쯤 구운 생과자 한 장을 반쯤 굽고 말린 과일, 아몬드, 설탕으로 크림을 바른 달걀 노른자, 휘핑 달걀 흰자위로 만든 층으로 덮고 다시 굽는다.